# Ksenija Sidorova
| Ksenija Sidorova                          | Ksenija Sidorova                          |
| Kattints az alábbi külső linkek egyikére! | Kattints az alábbi külső linkek egyikére! |
| ----------------------------------------- | ----------------------------------------- |
| Nem található szabad kép.(?)              |                                           |
| külső link · jogvédett                    | Ksenija Sidorova                          |

Ksenija Sidorova (Riga, 1988. május 18. –) klasszikus harmonika-játékos orosz és lett szülőkkel.

## Élete
Nagyanyja hatására, akiben hazája népzenéje gyökerezett, nyolcéves korától egy zeneiskolában harmonikázni tanult. Előbb Marija Gasele tanította, később a Royal Academy of Musicon, Londonban Owen Murray irányítása alatt kitüntetéssel tette le a mestervizsgát.
2009 februárjában elnyerte a Friends of the Royal Academy of Music Wigmore Award zenei díjat. Májusban a Wigmore Hallban debütált. Még abban az évben fellépett a Park Lane Group Young Artists rendezvényen, A The Times „a koncertsorozat egyik igazi felfedezése“-ként méltatta. Ezután számos nemzetközi elismerésben és díjban volt része. Svájcban szerepelt a Luzerni Zenei Fesztiválon, és további nemzetközi fellépései voltak Franciaország, Olaszország, Litvánia, az USA, Németország és Norvégia pódiumain. Muzsikált rádió- és tévéadásokban az Egyesült Királyságban, Franciaországban és Németországban, 2013-ban többek közt a Stars von Morgen műsorban Rolando Villazónnal. 2014-ben részt vett a Night of the Proms Tour koncertsorozaton. 2015 februárjában és márciusában Izrael Jeruzsálem, Tel-Aviv és Haifa városaiban turnézott. 
A 2015/16-os és a 2017/18-as évadokban Ksenija Sidorova a Fiatal vadak sorozat előadója volt a Konzerthaus Dortmundban.
Zenélt a Belcea- és a Sacconi-Quartettben, a Wiener Kammerorchesterben, a Trondheim Soloistsban, a Sinfonietta Riga zenekarban, a Lett Szimfonikus Zenekarban és a Lett Operazenekarban.

## Zenéje
Ksenija Sidorova repertoárja felöleli a klasszikusokat Bachtól Mozarton át a kortárs kompozíciókig. Szívesen tárja a publikum elé kevésbé ismert kelet-európai szerzők műveit, de olyan ismertebbekét is, mint Astor Piazzolla, akinek Libertangója fontos szerepet játszik előadásaiban. Állandóan bővíti harmonikarepertoárját – komoly, általánosan alkalmazható eszközként akarja bemutatni a nagyközönség számára, megszabadítva azt az „umtata” nimbusától, amint azt ő viccesen nevezi. Állandóan kutatja az eredeti kompozíciókat, intenzív együttműködésben kortárs zeneszerzőkkel. Sanzonok kísérőjeként gyakran közreműködik, alkalmanként fellép a hétköznapi popzenei és improvizációs előadásokban is.

## Elismerései (válogatás)
- Grand Music Award for Concert of the Year (2012)
- Philharmonia Orchestra Friends Award

- a Worshipful Company of Musicians (WCoM) ezüstmedálja
- Maisie Lewis Award
- WCoM Prince-díj
- a Bryn Terfel Foundation díja
- ECHO Klassik (Az év hangszerszólistanője, 2017)

## Diszkográfia
- Classical Accordion, Champs Hill Records, 2011
- Fairy Tales, Champs Hill Records, 2013
- Carmen, Deutsche Grammophon, 2016

## Fordítás
- Ez a szócikk részben vagy egészben  a   Ksenija Sidorova című német Wikipédia-szócikk ezen változatának fordításán alapul.  Az eredeti cikk szerkesztőit annak laptörténete sorolja fel. Ez a jelzés csupán a megfogalmazás eredetét és a szerzői jogokat jelzi, nem szolgál a cikkben szereplő információk forrásmegjelöléseként.